# Station Lenartovce
Het station Lenartovce is een spoorwegstation in de Slowaakse gemeente Lenartovce. 

## Ligging
Het station ligt op de zuidelijke dwarslijn, aan de grens met Hongarije, ongeveer halverwege de niet geëlektrificeerde spoorlijn nummer 160 (Zvolen – Košice).
Het is gelegen ten noordoosten van de gemeente Lenartovce, aan gene kant van de rivier Sajó. In vogelvlucht bedraagt de afstand van het gemeentecentrum ongeveer 2 km. 
Het station is bereikbaar via verkeersweg 2807. Het ligt op een wandelafstand van ongeveer 5 km van de dicht bij gelegen Hongaarse gemeente Bánréve (Hongarije).

## Geschiedenis
Station Lenartovce werd in gebruik genomen op 10 september 1873, als onderdeel van de lijn Fiľakovo - Lenartovce - Bánréve (Hongarije).
Het belang ervan nam toe, na het einde van de Eerste Wereldoorlog, na het Vredesverdrag van Trianon, in 1920, als gevolg van het ontstaan van de Eerste Tsjecho-Slowaakse Republiek. Ingevolge zijn ligging aan de nieuwe grens (Tsjecho-Slowakije / Hongarije) werd het station Lenartovce een grensstation.
In het verleden was er via dit grensstation personenverkeer tussen Slowakije en Bánréve (Hongarije), maar anno 2024 rijden daar nog alleen goederentreinen tussen beide landen.
Anno 2024 is in station Lenartovce alle passagiersverkeer beëindigd.

## Lijnen
Het station ligt aan de volgende spoorlijnen:
- spoorlijn 160 (Zvolen – Košice)
- spoorlijn Lenartovce - Bánréve (Hongarije)